# Исмаил аль-Азхари
Исмаил аль-Азхари (20 октября (по другим данным 30 октября) 1900, Омдурман — 26 августа 1969, Хартум) — суданский государственный и политический деятель.

## Биография
Учился в Колледже Мемориала Гордона в Хартуме и в Американском университете в Бейруте, Ливане.
В 1939—1940 годах секретарь Конгресса выпускников высших учебных заведений, боровшегося за достижение Суданом независимости, в 1940—1945 годах (с перерывами) председатель Конгресса. В 1945—1952 годах председатель партии «Братья» («Аль-Ашикка»). С 1952 по декабрь 1967 года председатель Национально-юнионистской партии. С декабря 1967 по май 1969 года председатель Юнионистско-демократической партии.
С января 1954 по январь 1956 года премьер-министр переходного суданского правительства. В январе-июле 1956 года премьер-министр первого национального правительства. С июня 1965 до революции 25 мая 1969 года председатель Верховного государственного совета Республики Судан.